# アルベルト・ベッカー (作曲家)
アルベルト・エルンスト・アントン・ベッカー（Albert Ernst Anton Becker 1834年6月13日 - 1889年1月10日）は、ドイツのロマン派の作曲家。

## 生涯
クヴェードリンブルクに生を受け、ブライト・シュトラーセ20という住所で幼少期を過ごした。1853年から1856年にかけてベルリンにてジークフリート・デーンの下で作曲を学び、1854年にはベルリン・ジングアカデミーに加入している。
1861年にベッカーの交響曲 ト短調がウィーン楽友協会後援の交響曲作曲コンクールにおいて、32曲の応募作品の中から2位に選ばれたものの成功には至らなかった。エドゥアルト・ハンスリックは次のような寸評を寄せている。「この作品には独自性、創造力、際立った個性が欠落している。賞賛すべきは通俗を避けた気品のある方向性、巧みな芸術技法の使用、労を惜しまない細部の磨き上げである。」出世作となるとともに後に名声をとどろかせたのは、カール・リーデルがライプツィヒで創設、運営していた合唱団の創設25周年にあたる1878年に委嘱された『大ミサ曲』 変ロ短調であった。
1879年、エルンスト・フリードリヒ・リヒターの後任としてライプツィヒのトーマスカントルに応募するが、ヴィルヘルム・ルストに敗れる。
1884年からベルリン芸術アカデミーにて教授、作曲の講師を受け持ち、同校の役員となる。最も著名な門弟は1889年から1890年にかけて対位法を教えたジャン・シベリウスである。またドイツの作曲家パウル・グレーナーもベッカー門下である。
1889年にルドルフ・フォン・ヘルツベルクの後を継いでベルリンの大聖堂合唱団（ドイツ語版）の指揮者に就任した。1892年にルストの死去に伴いベッカーがトーマスカントルの職に就けることになり、彼自身も何よりもこの栄誉に与りたいと望んだ。ところが、皇帝ヴィルヘルム2世はベッカーの離職の希望を受け入れず、代わりに給料を増額してメダルを授与したのである。
ベッカーの祖父にはSt. Aegidii教会で牧師を務めた文献学者のアルベルト・ゲルハルト・ベッカー（1770年–1843年）がいる。また、作曲家のギュンター・ラファエルは彼の孫にあたる。

## 褒章
- 第3級王冠勲章 (英語版)

## 主要作品
- プレリュードとフーガ ニ短調 作品9

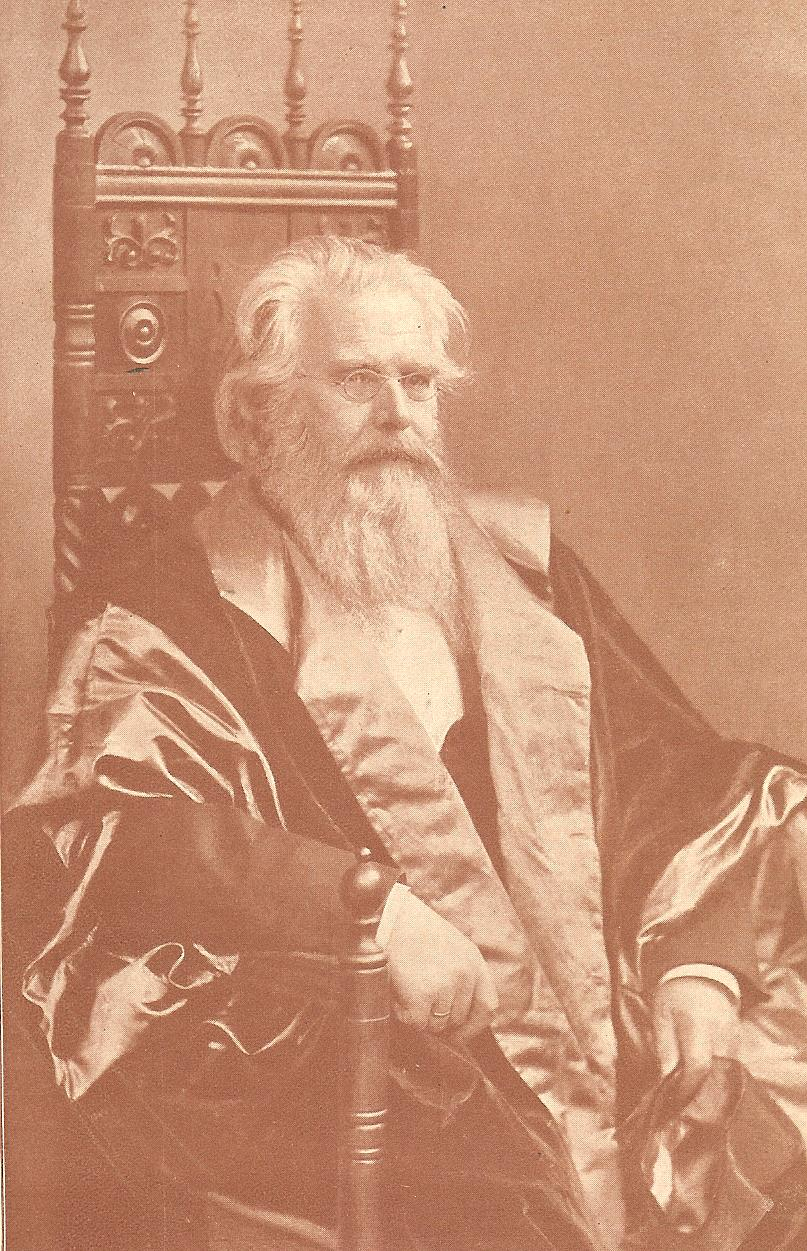
ビーバー写真スタジオ（Bieber）で撮影されたポートレート 1895年頃

- 大ミサ曲 変ロ短調 作品16 （1878年）
- プレリュードとフーガ イ短調 作品21
- 宗教改革カンタータ 作品28 （1883年）
- フーガ 作品31
- 3つの神聖なリート 作品36
- Salvum fac regem 作品45
- 教会暦のための礼拝用歌曲 作品46
- 幻想曲とフーガ 作品52
- 3つのフーガ 作品54
- 待降節主礼拝のための礼拝曲 作品57
- 聖歌隊のための礼拝用歌曲 作品59
- 教会オラトリオ『慈悲の祝福』（Selig aus Gnade） 作品61 （1890年）
- 『深き淵よりわれ汝を呼ぶ』 作品62
- 2つのコラールモテット 作品63
- 3つの神聖なリート 作品64
- 宗教改革モテット 作品65
- 3つのコラールモテット 作品67
- 『神よ、お助けください』（Hilf mir, Gott!） 作品68
- Weihegesang 作品74
- 詩篇第84篇 作品79
- 4つの詩篇 作品83
- 『十字架上のキリストの7つの言葉』 作品85-4
- 『クリストキントと子どもとの対話』（Zwiegespräch der Kinder mit dem Christkinde） 作品88
- 皇帝リート 作品89
- 『目を上げて望め』（Hebe deine Augen auf und siehe） オルガン伴奏付きの児童合唱、混声合唱とソプラノ、アルト独唱のためのカンタータ 作品92a